# Alan Heusaff
Pour les articles homonymes, voir Heussaff.
Alan Heusaff, né le 23 juillet 1921 à Saint-Yvi et mort le 3 novembre 1999 à Dublin est un linguiste français et militant nationaliste breton, membre du Parti national breton.
Impliqué dans la guerre pendant la Seconde Guerre mondiale, il est l'un des responsables du Bezen Perrot à partir de décembre 1943 et devient sous-officier de la Waffen-SS dans les derniers mois du conflit. Après la défaite du Troisième Reich, il s'enfuit en Irlande pour échapper à la peine de mort prononcée contre lui par les tribunaux d'exceptions français. Il y poursuit, jusqu'à sa mort en 1999, son activité de militant en faveur de la création d'une fédération des nations celtiques au sein de l'Union européenne.

## Biographie

### Jeunesse et engagement au sein du PNB
Alain Heussaf naît en 1921 à Saint-Yvi.
Il fréquente l'École normale de Quimper pour devenir instituteur.
Il adhère en 1938 au Parti national breton et mène une activité de militant à l'école normale de Quimper. À la même époque, il adhère également au Kadervenn, un noyau clandestin de combattants organisé par Célestin Lainé, qui souhaite en faire l'embryon d'une armée de libération bretonne et qui recrute de nombreux anciens de l'organisation clandestine Gwenn ha Du, responsable d'attentats à partir de 1932. Il participe ainsi en juillet 1938 aux manœuvres secrètes du Kadervenn sur les terres de Lanvaux, dans le centre de la Bretagne.

### Collaboration pendant la Seconde Guerre mondiale
Comme beaucoup de nationalistes bretons membres ou proches du PNB, Alan Heusaff se réjouit de la victoire de l'armée allemande à l'issue de la campagne de France de 1940, qu'il perçoit comme favorable aux intérêts de la nation bretonne : « En 1940, les Français ont été battus par les Allemands, raison particulière de se réjouir pour les Bretons conscients, car ceux qui jugent à partir d'un esprit national, malgré la propagande au sujet des « barbares teutons », voient dans les Allemands des alliés « naturels », c'est-à-dire une nation qui a les mêmes intérêts à ce que l'influence de la France se réduise. »
À partir de cette période (il habite alors le manoir de Ménez-Kam en Spézet), Heusaff s'engage progressivement, avec Célestin Lainé, parmi les partisans les plus acharnés de la collaboration au sein du PNB. Il écrit des articles sous le pseudonyme Mab Ivi de 1941 à 1942, dans le journal L'Heure bretonne et dans Arvor avec Yann Ar Beg. Il s'engage dans les Bagadoù stourm[réf. souhaitée] (Groupes de combat), milice du PNB, organisées par Yann Goulet.
Une étude des archives par Kristian Hamon montre la présence des nationalistes bretons : Yves Le Négaret, Taldir Jaffrennou, Noël Chevallier et Alan Heusaff faisant partie de l'association “Amis de la LVF”. Cette appartenance a ensuite été réfutée par Daniel Leach dans Fugitive Ireland (Four Courts Press, 2009).
En décembre 1943, il s'engage dans le Bezen Perrot, dont il devient un des sous-officiers, au sein duquel il adopte les pseudonymes de « Docteur » ou de « Rouat ». Il dirige en effet l'une des deux sections du groupe, composée de quatre groupes de combat. À ce titre, il prend une part active dans les actions de répression des maquis en 1944. Le 13 juin de cette année, il est grièvement blessé lors d'un accrochage avec des parachutistes des FFL dans la région de Guémené.
Il affirme dans une interview en 1970 à Ronan Caouissin : « Dès 1938, je partageais les convictions que la Bretagne ne pourrait pas regagner sa liberté dre gaer (de gré) ; l'État français s'y opposerait de toutes ses forces. J'étais d'accord pour que nous recherchions des appuis à l'extérieur où qu'ils soient, puisque nous n'étions pas assez forts pour atteindre notre but seuls. […] Peu m'importent les accusations telles que celles contenues dans des articles de journaux français et dans certains ouvrages même écrits par des Bretons que « le Bezen Perrot se couvrît d'autant de crimes que la milice Darnand ». D'un côté, les combattants seraient donc des saints et de l'autre des brutes ? Pour moi, ce que j'ai vu de l'action du Bezen Perrot se compare avec les actes des combattants d'autres guerres et c'est un lieu commun de dire que la guerre n'est pas un jeu. Je fus blessé assez grièvement pour devoir rester à l'hôpital plus de quatre mois et ceci, dans un combat à découvert, au cours duquel Larnikol de Plovanaleg et Lezet de Saint-Malo tombèrent pour la Bretagne. »
Après cet épisode, Heusaff est effectivement placé en convalescence dans un hôpital militaire allemand de Pontivy, avant d'être amené à Paris. La progression de l'armée américaine en direction de Rennes à la suite de la percée d'Avranches oblige les membres du Bezen Perrot à fuir avec Lainé en Allemagne. Alan Heusaff est parmi eux. Le 16 décembre 1944, premier anniversaire de la création du Bezen Perrot, il participe à une cérémonie de la formation alors basée à Tübingen, lors de laquelle il reçoit le grade de Hauptscharführer (adjudant-chef) de la Waffen-SS et la médaille des blessés militaires allemands.

### Exil en Irlande et création de la ligue celtique
Condamné à mort par contumace par les tribunaux d'exceptions français et confronté à l'effondrement de l'Allemagne hitlérienne, Alan Heusaff décide, avec d'autres responsables du mouvement breton comme Yann Fouéré, Yann Goulet ou Célestin Lainé, de partir pour l'Irlande. Il bénéficie pour ce faire de l'aide d'une des organisations mises sur pied en collaboration avec le mouvement républicain des « patriotes » gallois, rassemblés au sein du mouvement politique Plaid Cymru.
En 1950, il reprend ses études à l'université de Dublin, et, trouve ensuite un emploi dans le service national de l'aéronautique irlandaise. Il se marie avec Bríd Ní Dhochartaigh de Donegal en 1953. Ils ont six enfants.
En 1959, il crée, avec Yann Fouéré, le journal Breton News (en) qui se veut le lien entre tous les militants bretons exilés . En 1961, les deux hommes fondent avec Gwynfor Evans et J. E. Jones, respectivement président et secrétaire général du Plaid Cymru, la Celtic League (Ligue celtique), mouvement dans lequel les différents partis nationalistes des régions celtiques sont représentés. Alan Heusaff en devient le secrétaire. En 1972, Breton News prend le nom de Carn (en), une dénomination commune dans toutes les langues celtiques, et devient l'organe officiel de la Ligue celtique.
Jusqu'à sa mort en novembre 1999, Alan Heusaff milite pour réaliser, au sein de l'Union européenne, une fédération des nations celtiques.

### Liens avec la Bretagne depuis l'exil
Il rentre au moins une fois en Bretagne, en 1980, à l'occasion du décès de Célestin Lainé, pour disperser ses cendres sur le champ de bataille de Saint-Aubin-du-Cormier. Depuis l'Irlande, Alan Heusaff entretient cependant des liens avec le troisième Emsav. En juin 1987, il contribue ainsi au Peuple Breton mensuel de l'Union démocratique bretonne, pour un dossier sur le bilinguisme.
Dans une lettre adressée à la revue Al Liamm en août 1995, il déclare ne pas voir d'erreur dans deux livres du négationniste Robert Faurisson :
« Je n'ai lu que deux livres de Faurisson, les résultats de ses recherches que j'ai trouvés méticuleux et honnêtes. Est-ce que j'ai été aveugle à des tares dedans ? (…) Je n'ai pas encore vu un livre ou un article qui montre que ces résultats [la réévaluation des chiffres de l'holocauste] sont faux. »
Faurisson a « évalué » le nombre de victimes juives du nazisme à quelques centaines de milliers de morts sous l'uniforme et autant pour « faits de guerre (sic) ». Cette estimation n'a jamais été prise au sérieux par l'ensemble des historiens, qui évaluent le nombre de morts de la Shoah entre 5 et 6 millions. Cependant, si Alan Heussaff accorde du crédit aux écrits de Faurisson, il ne nie cependant pas l’existence de l’Holocauste, qu’il condamne :
« Cependant je crois vraiment que de très nombreux juifs (ainsi que d'autres) ont perdu leur vie dans les camps de concentration. Et il n'y a aucune excuse, selon moi, pour les avoir tués ou les avoir laissé mourir. »

### Décès
Il meurt le 3 novembre 1999.

## Hommage

### Prix
Alan Heusaff reçoit en 1993 le prix Xavier de Langlais.

## Œuvre
Alan Heusaff est aussi un linguiste, l'un des rares à s'être intéressés au breton après l'avoir eu comme langue maternelle. On lui doit le premier dictionnaire entièrement rédigé en breton, le Geriaoueg Sant-Ivi, lexique du dialecte de la commune de Saint-Yvi. Publiée dans une première version de 1962 à 1973 dans la revue Hor Yezh, cette étude, révisée, a été réunie en volume en 1996.
Il parle couramment les six langues celtiques et a reçu en 1986 des mains du président irlandais, Patrick Hillery, le Gradam an Phiarsaigh pour la promotion des idéaux de Patrick Pearse dans l'Irlande contemporaine.
Le premier dictionnaire tout-breton de An Here le cite aussi comme contributeur majeur, ce qui avait soulevé des protestations à cause du passé politique du personnage. Son nom ne figure pas dans la seconde édition (largement augmentée) puisqu'il n'y a pas participé.

## Publications
- Geriaoueg Sant-Ivi : Kernev-Izel. Lesneven : Hor Yezh, 1996. Dictionnaire de dialecte bas-cornouaillais.
- Kevrinad dulenn (avec Seamas Mac Annaidh). Institut culturel de Bretagne - Rennes. 1996.